# Wildest Dreams
Wildest Dreams е сингъл на британската метъл група Айрън Мейдън, от тринадесетия им студиен албум „Dance of Death“. Групата започва да изпълнява песента още пред албумът да е излязъл на пазара.

### CD
1. „Wildest Dreams“ – 3:49 (Ейдриън Смит, Стив Харис)
2. „Pass the Jam“ – 8:20
3. „Blood Brothers“ (орекстриран микс) – 7:10 (Харис)

### DVD
1. „Wildest Dreams“ (промоционално видео) – 3:49 (Смит, Харис)
2. „The Nomad“ (рок микс) (Дейв Мъри, Харис)
3. „Blood Brothers“ (рок микс) (Харис)
4. „Dance Of Death – Behind The Scenes“ (видео)

## Състав
- Брус Дикинсън – вокал
- Дейв Мъри – китара
- Яник Герс – китара
- Ейдриън Смит – китара, беквокали
- Стив Харис – бас, беквокали
- Нико Макбрейн – барабани

|  | Тази страница частично или изцяло представлява превод на страницата Wildest Dreams (song) в Уикипедия на английски. Оригиналният текст, както и този превод, са защитени от Лиценза „Криейтив Комънс – Признание – Споделяне на споделеното“, а за съдържание, създадено преди юни 2009 година – от Лиценза за свободна документация на ГНУ. Прегледайте историята на редакциите на оригиналната страница, както и на преводната страница, за да видите списъка на съавторите. ВАЖНО: Този шаблон се отнася единствено до авторските права върху съдържанието на статията. Добавянето му не отменя изискването да се посочват конкретни източници на твърденията, които да бъдат благонадеждни. |